# تی. آر. ای. اس ۴

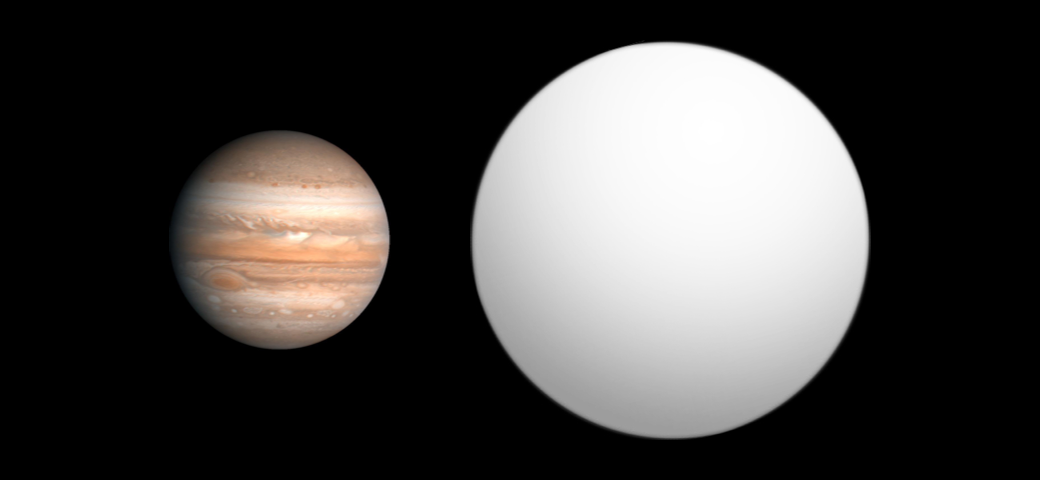

تی. آر. ای. اس ۴ بزرگترین کرهٔ شناخته و بر اساس نقشه برداری‌های سال ۲۰۰۶ نام گذاری شده‌است. در این نقشه برداری که در آن صورت فلکی زانوزده بررسی می‌شد، پی به وجود این کره بردند.
این کره نسبت به جرمش خیلی بزرگ است، حجم بسیارزیادی دارد و حدود ۷۰ درصد بزرگتر از مشتری است ولی جرمش تنها ۸۰ درصد مشتری است. اگرچه تی. آر. ای. اس ۴ به نسبت حجمش سبک است،۱۸ برابر بزرگتر از زمین می باشد. هنوز دانشمندان به طور کامل مطمئن نیستند که چرا تی. آر. ای. اس ۴ تا به این حد بزرگ شده‌است. بر اساس یکی از نظریه‌ها، فاصلهٔ نزدیک کره به ستارهٔ هم جوار باعث به عمل آمدن مواد شیمیایی زیادی در اتمسفر آن شده است که گازهای گلخانه‌ای را در خود نگه می‌دارد. فاصلهٔ این کره از ستاره‌اش فقط ۵ درصد فاصلهٔ زمین از خورشید و این کره آنقدر به این ستاره نزدیک است که هر مدارش ۳٫۵ روز طول می‌کشد.